# 大阪地検特捜部主任検事証拠改ざん事件
大阪地検特捜部主任検事証拠改ざん事件（おおさかちけんとくそうぶしゅにんけんじしょうこかいざんじけん）とは、2010年（平成22年）9月21日に、大阪地方検察庁特別捜査部所属で、障害者郵便制度悪用事件担当主任検事であった前田恒彦が、証拠物件のフロッピーディスクを改竄（かいざん）したとして証拠隠滅の容疑で、同年10月1日には、当時の上司であった大阪地検元特捜部長・大坪弘道および元副部長・佐賀元明が、主任検事の前田による故意の証拠の改竄を知りながらこれを隠したとして犯人隠避の容疑で、それぞれ逮捕された事件である。
現職の検事で、しかも特捜部の部長・副部長・主任検事が担当していた事件の職務執行に関連して逮捕されるという極めて異例の事態となり、検察庁のトップである検事総長・大林宏の辞職の引き金となった。

## 概要

### 担当検事の証拠偽造容疑
2010年（平成22年）9月10日、障害者郵便制度悪用事件で、大阪地方裁判所が厚生労働省元局長・村木厚子に無罪判決を言い渡した。
その後、同年9月21日に朝日新聞は、被告人のひとりが作成したとされる障害者団体証明書に関し、重要な証拠が改竄された疑いがあることを朝刊でスクープした。
その記事の内容は、大阪地検特捜部が、2009年5月26日に同事件の被告人のひとりである厚労省社会・援護局障害保健福祉部企画課元係長のフロッピーディスクごと元データを差し押さえていたが、その後、重要な証拠である同データの作成日時について、「6月1日未明」（5月31日深夜）から（6月上旬に指示を受けたという捜査見通しに合致する）「6月8日」に書き換えられていた、というものである。
検察は朝日新聞が報道する前日から調査をしていたが、9月21日になって、最高検察庁が証拠偽造罪の疑いで直接捜査を開始した。最高検刑事部所属の部長を含めた4人の検事のうち、大阪高等検察庁を担当する最高検検事・長谷川充弘が、大阪地方検察庁検事事務取扱に任じられて本事件の主任検事となり、東京高等検察庁や東京地方検察庁の検事7人のチームで捜査を担当した。同日夜に証拠隠滅の容疑で元主任検事を逮捕し、自宅および大阪地方検察庁の執務室の捜索を行った。
検察捜査について地方検察庁から報告を受けて了承や指示をすることが原則の上級庁（最高検察庁・高等検察庁）が、被疑者の身柄拘束をした上で直接捜査をすることは極めて異例である。
同日、最高検では、次長検事・伊藤鉄男、最高検刑事部長・池上政幸および最高検刑事部検事・八木宏幸が、また大阪地検では次席検事・大島忠郁がそれぞれ会見を開いて陳謝するとともに、検察の信頼回復に努める旨のコメントを発表した。一方、事件当時大阪地方検察庁特捜部長を務め、容疑者である元主任検事の上司だった京都地方検察庁次席検事は、最高検の本件への対応について、「むごいことをする。本人の話も聞かずにいきなり逮捕した」とし「やりすぎ」と批判し、自己の刑事責任を否定するとともに元主任検事を擁護した。

### 上司の犯人隠避容疑
9月27日には三井環（元大阪高検公安部長）が、大阪高検次席検事・玉井英章ら当時の大阪地検検事正・次席検事・特捜部長・特捜部副部長、計4人を、犯人隠避の罪で検事総長・大林宏に告発した。
最高検察庁も、最高検公判部長・吉田統宏および最高検総務部長・伊丹俊彦を主任に任じ、9月28日までに、当時の特捜部長および特捜部副部長につき、犯人隠避容疑で捜査を開始した。同日、大阪地検検事正および前次席検事も聴取を受けた。
その後10月1日の夜に、大阪地検元特捜部長・大坪弘道および大阪地検元特捜部副部長・佐賀元明が犯人隠避容疑で逮捕された。大阪地検公判部長・谷岡賀美も、「証拠が改竄された疑いがある」との報告を受けつつ公判を続けていたとして、本件の参考人として最高検から聴取を受けたが、犯人隠避への関与はなかったとして、起訴等の刑事処分はされなかった。

### 改竄と対応の経緯
2010年1月27日、厚労省元局長・村木厚子の初公判において障害者団体証明書の作成日時が問題となった。これに関する大阪地検の対応については、当初次のように説明されていた。
しかし、報道によれば、当初は故意を否認していた元主任検事が、2010年9月24日に供述を転じ、故意に書き換えを行ったと自白したとされる。
当時の大阪地検特捜部長や、同特捜部副部長らは、9月23日以降、連日のように東京の最高検で参考人として任意聴取を受けた。逮捕前の取材に対し、元特捜部長は、部下の主任検事が故意にデータを書き換えたとは思っていなかったとし、その後も一貫して過失と判断したと主張しているとされる。しかし、最高検は、故意の改竄と知りながら隠した疑いがあるとして、10月1日当時の特捜部長および副部長を犯人隠避の容疑で逮捕した。
その後の報道によれば、元主任検事は、上記2010年1月の元局長の初公判後に副部長（いずれも当時）に改竄を告白したとされ、そのときに「ここはすべて任せろ」といわれ、その後、過失と主張するように指示されたという。また、副部長は部長にも経緯を報告し、データの書き換えはコピーを対象とした遊びのつもりであったものであり、また、「捜査報告書」には正しい日時が記録されているので、書き換えたとしても問題ない、という弁解を考え、2月初めに、2人でこれに沿った上申書を元主任検事に作らせたと、最高検は見ているという。
また、最高検は、同年12月24日に検証結果を発表したが、そこでは、特捜部に組織的病理も原因であったとされている。元主任検事は、上司の特捜部長から、「政治家はできなくても、せめて局長までは立件を」「これが君の使命だ」と求められ、また、大阪高検検事長ら幹部から「局長の部下の独断での犯行は考えられない」などと言われてプレッシャーを感じ、一人で抱え込んでいたとされる。また、特捜部長は、検事が立件に消極的な意見を述べると「特捜から出て行ってもらう」など叱責していたという。ただし、この発表時点でも、特捜部長、副部長は関与を否定し、「最高検の描いたストーリー」と批判しているという。

## 刑事裁判

### 元主任検事
- 2010年10月11日、最高検察庁は、元主任検事・前田恒彦について、大阪地方裁判所に証拠隠滅の罪で起訴した。
- 2011年4月12日、大阪地裁（中川博之裁判長）は懲役1年6ヶ月の実刑判決を言い渡した。前田恒彦は控訴せず、実刑が確定した。

### 元特捜部長・元特捜部副部長
- 2010年10月21日、最高検察庁は、元特捜部長・元副部長について、大阪地方裁判所に証拠隠滅および犯人隠避の罪で起訴した。
- 2011年9月12日に初公判が開かれ、両名は資料改竄・犯人隠避の事実を否認した。
- 第2回公判で行われた証人尋問では、元部下が「2010年1月に、電話で改竄の告白を受けた」と証言した。
- 同年12月15日の論告において、検察官は懲役1年6月を求刑した[23]。
- 2012年3月30日、元特捜部長・元副部長にそれぞれ懲役1年6月・執行猶予3年の有罪判決が言い渡された[24]。
- 2013年9月25日、元特捜部長・元副部長の控訴が棄却された[25]。

## 法務・検察当局の対応

### 処分
法務大臣・柳田稔は、下記のとおり処分を行った（官職名はいずれも当時）。

#### 懲戒免職
- 大阪地検検事・前田恒彦（2010年10月11日付け）
- 大阪高検検事・大坪弘道[注釈 9]（2010年10月21日付け）
- 大阪高検検事・佐賀元明[注釈 10]（2010年10月21日付け）

#### 減給
- 大阪高検次席検事・玉井英章[注釈 11]　減給6ヶ月、100分の10
- 大阪地検検事正・小林敬　減給4ヶ月、100分の10
- 福岡高検検事長・三浦正晴[注釈 12]　減給1ヶ月、100分の10[注釈 13]
- 大阪地検検事・國井弘樹　減給1ヶ月、100分の10

#### 戒告
- 京都地検検事正・太田茂[注釈 14]

#### 訓告
- 次長検事・伊藤鉄男　大臣訓令に基づく検事総長訓告

### 人事の動き
上記の処分を受け、福岡高検検事長の三浦、大阪地検検事正の小林、大阪高検次席検事の玉井の3人が依願退官し、検事総長・大林宏も、法務大臣・柳田稔から「検察の信頼は地に墜ちた。信頼回復に向けてリーダーシップを発揮してほしい」と口頭での注意を受け、その後謝罪会見を開き、12月に辞任した。
同年11月には、減給処分を受けた大阪地検検事・國井弘樹が捜査現場から外され法務省法務総合研究所教官に、障害者郵便制度悪用事件当時の大阪地検特捜部副部長で、名古屋地検特捜部長の田中素子が大阪地検交通部長に、改竄報告を受けながら公判を継続した大阪地検公判部長の谷岡賀美が大阪高検検事に、それぞれ異動となり、体制の刷新が図られた。
2010年10月には、大阪地検検事・國井弘樹が、証拠の改竄を打ち明けられたのに放置していたことについて、市民からの申し出を受け、検察官適格審査会の審査にかけられた。2013年3月12日に不適格とは認められないと議決して、國井の不罷免が決定された。また、市民からの申し出があった他4人の現職検事を審査にかけないことを決定した。

### 諮問会議の設置
同年11月10日、前法務大臣で弁護士の千葉景子を座長とする「検察の在り方検討会議」が、法務大臣の私的諮問機関として設置された。

## 告発・提訴
- 9月21日には、朝鮮総連本部ビル売却問題で逮捕された緒方重威の弁護団（落合洋司弁護士ら）が、逮捕された検事および当時の東京地方検察庁特捜部副部長を、当該事件公判における偽証罪で、10月にも告発する旨を表明した[28][29]。

- 厚労省元局長・村木厚子が無罪と知っていながら不当に逮捕し、その無罪の証拠たり得るフロッピーディスクを改竄して、160日以上に及ぶ拘束を続けたことに対して、証拠隠滅罪による起訴は不当に軽く、特別公務員職権濫用罪で立件するべきであるという弁護士・弘中惇一郎や元検事で弁護士の郷原信郎の主張を受ける形で、11月1日、市民団体「健全な法治国家のために声をあげる市民の会」（代表・八木啓代[30]）が、元主任検事を特別公務員職権濫用罪で刑事告発した[31][32][33]。
  - 最高検は、郵便不正検証の報告書を公表した2010年12月24日、同時に不起訴処分とし、公表した[34][35]。

- 元局長は12月27日、違法な逮捕・起訴で精神的苦痛を受けたなどとして、国と前特捜部長、元主任検事、元局長の部下だった厚労省元係長を取り調べた検事の3人に対する国家賠償請求訴訟を東京地裁に起こした[36]。

- 「市民の会」はさらに、12月の不起訴処分に対し2011年1月、検察審査会に審査を申し立てた[37][38]。2011年4月28日、東京第一検察審査会は特別公務員職権濫用罪の不起訴相当を議決した。